# Diámetro a la altura del pecho (DAP)
Diámetro a la altura del pecho (DAP), también llamado diámetro normal (dn) y en la literatura inglesa: Diameter at Breast Height (DBH), es una unidad de medida que se utiliza en botánica, especialmente en Ingeniería Forestal.

## Descripción
La variable más común y más importante utilizada en la medición de árboles (Dendrometría) y masas forestales (Dasometría) es el diámetro del árbol. Lo que generalmente nos interesa saber es el área de la sección transversal para poder estimar el volumen o el área basimétrica, la cual es fácil de calcular a partir del diámetro o, en su defecto, la circunferencia; los parámetros que serán más fáciles de medir.
Para permitir la comparación de las medidas tomadas sobre distintos árboles o sobre el mismo árbol en distintos momentos, debe definirse un punto de referencia en el tronco. Es importante que este punto se sitúe a una altura conveniente cerca del suelo para permitir fácilmente la localización y su medición por distintos operarios o en distintos momentos.
La convención universal es medir el diámetro, con corteza (a menos que se especifique lo contrario), a una altura fija desde el nivel del suelo.  Esta altura estándar es la altura del pecho. Esta localización varía ligeramente entre algunos países:
- En la Europa continental, Australia, Reino Unido, Canadá, entre otros se considera la altura del pecho definida como 1,30 m de altura desde el suelo.
- En Nueva Zelanda, India, Malasia, Sudáfrica y algunos otros países la altura del pecho se considera como 1,40 m desde el suelo.
- En Estados Unidos se usa 4,5 pies (1,3716 m).
- Y en Japón este valor está definido como 1,25 m.

Estas alturas son relativamente cómodas y accesibles para la medición con forcípula. Además están, en la mayor parte de los casos, suficientemente alejadas de la influencia del ensanchamiento que se produce en la base del árbol.  Aunque probablemente una altura mayor sería preferible por este último motivo, dificultaría e incomodaría el proceso de toma de datos.

## Área basimétrica
El área basimétrica (enlace roto disponible en Internet Archive; véase el historial, la primera versión y la última). o área basal de una masa forestal es la suma, expresada normalmente en m²/ha, de las secciones normales (a 1,30 m desde el suelo) de todos los árboles existentes en una hectárea de terreno.

## Crédito
Texto ligeramente modificado a partir de lo escrito por Silvicultor en (2008) y (2010), en su página web.